# Antakarana (peuple)
Pour les articles homonymes, voir Antakarana.
Les Antakarana (ou Antankaraña, Antakaragna, Tankarana), constituent un peuple de Madagascar vivant dans la région d’Antsiranana au nord de l'île. Le nom signifie « ceux qui peuplent les Tsingy » ou encore « ceux qui peuplent la montagne rocheuse ». On peut aussi dire Antakarana ou « ceux des rocheux », selon A. Dandouau (1952:47), ce sont les habitants de l'extrême Nord de Madagascar, en dessous du 14e parallèle, délimité naturellement au Sud Ouest par le fleuve Sambirano, et Sud-Est par le fleuve Bemarivo.

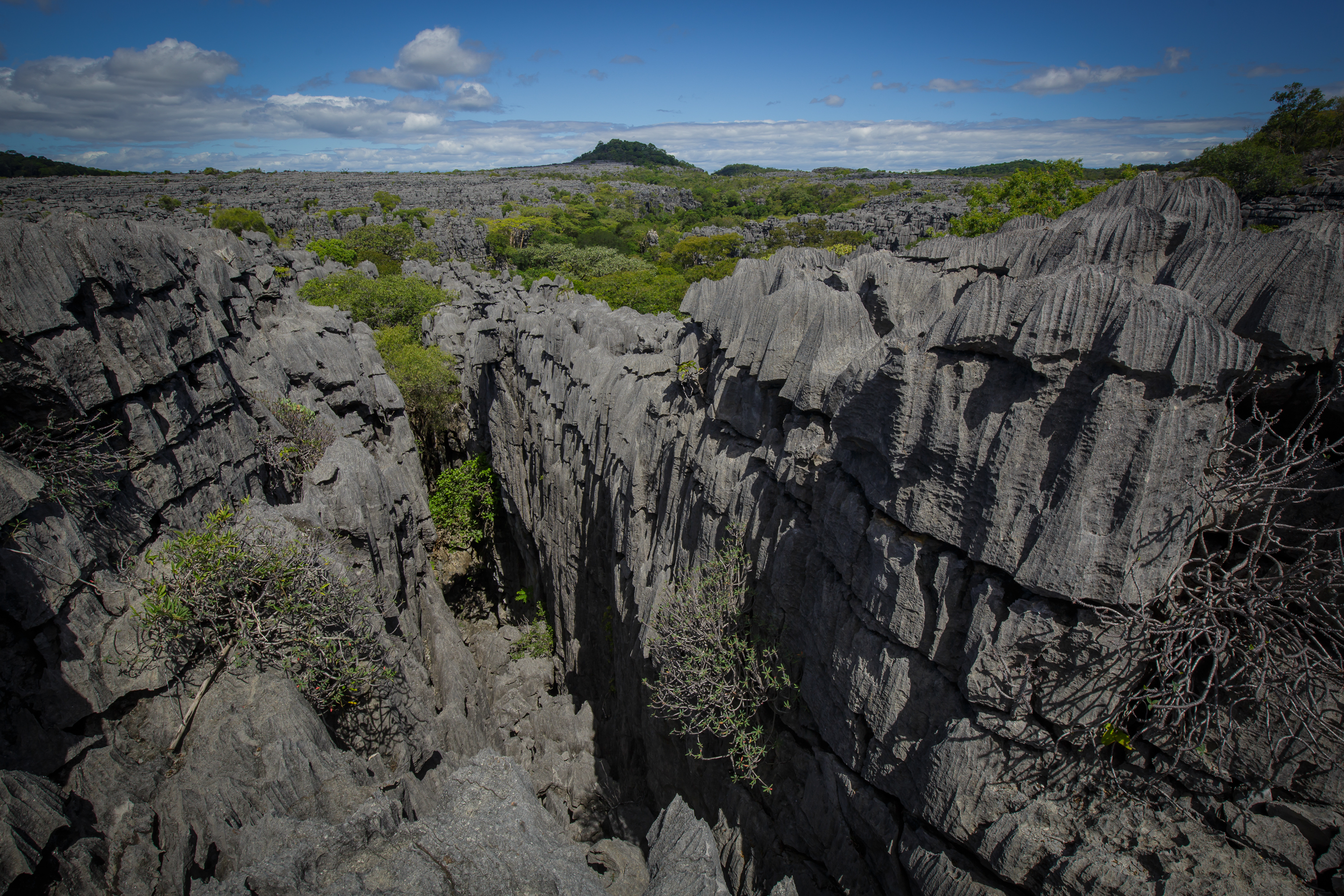
Grand rocher de l'Ankarana

On les a appelés "hommes des rochers" du fait qu'un grand rocher de 300 m de hauteur se trouve au Sud-ouest de la Montagne d'Ambre, servant de refuge au peuple rebelle  au pouvoir merina au temps de royaume.
Le royaume Antakarana s'étend de Bobaomby au Nord jusqu'à Beramanja au Sud. Chaque zone est dirigé par un Manantany (substitut du roi) qui collabore avec le Fahatelo et les Rangahy. Ces représentants sont tous nommés par le roi suivant ses critères aussi complexe soient-ils.
L'organisation royale est très présente dans la société, surtout dans le règlement des différends tels que les insultes (asaha razana), la sorcellerie, les incestes, les vols, les problèmes fonciers, les viols, les divorces,... dans la société ou la famille.

## Histoire
Les premiers habitants du Nord de l'île était issus des tribus de vohilava, Antambohitsy , Antaboroko et Antanala, ils vivaient dans la grotte d'Ankara.

À la suite d'un conflit interne entre les sakalava zafinimena et les sakalava zafinifotsy , les zafinifotsy vaincus se sont enfuit vers le Nord. Poursuivis,  une partie dirigée par Ramaitso resta à Androna(Marangibato) dans la région Sofia et une autre partie dirigée par Rasoa, Kozobe et Tsivihasy s'est installée à Nosy Komba- Kozobe est couronné roi et il décéda en 1620.(Eclaireur_6 Decembre 1932)

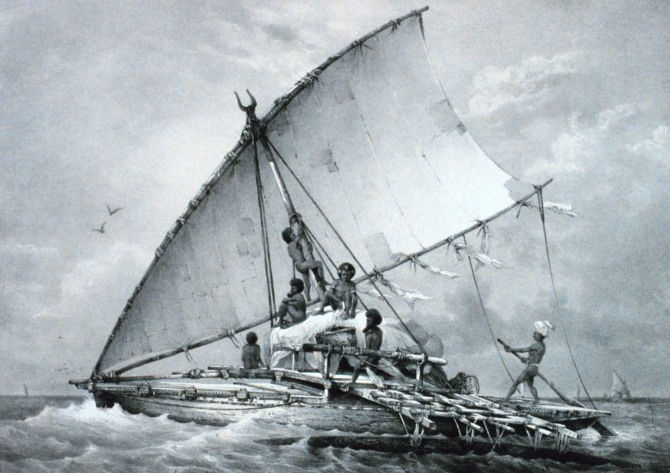
Waka - "canoë à balancier" austronésien (qui a donné en malgache le mot vahoaka-le "peuple", du proto-austronésien *va-waka - "ceux des canoës", "peuple de la mer") : les premiers Ntaolo austronésiens ont probablement utilisés de semblables pour parvenir jusqu'à Madagascar en partant des îles de la sonde

### Une origine austronésienne commune à toute l'île: lesVahoaka Ntaolo-VazimbaetVezo(350 av J.-C. - 1500 ap J.-C.)
Les nombreuses recherches pluridisciplinaires récentes - archéologiques , génétiques, linguistiques  et historiques  - confirment toutes que l'ensemble du peuple malgache est primordialement originaire de l'archipel indonésien . Arrivés probablement sur la côte Ouest de Madagascar en canoë à balancier (waka) au début de notre ère - voire 300 ans avant selon les archéologues -, ces pionniers navigateurs austronésiens sont connus de la tradition orale malgache sous le nom des Ntaolo (de *(n)ta(u/w) - *olo - "les hommes d'avant", "les "anciens", de *(n)ta(u/w)-"hommes" et *olo- "premier", "origine", "début", "tête" en  proto-Malayo-Polynésien (MP)). Il est également probable que ces anciens se nommaient eux-mêmes les Vahoaka (de Va-*waka "peuple/ceux des canoës" ou "peuple de la mer", de *waka-"canoë (à balancier)" en proto-MP), terme signifiant simplement aujourd'hui le "peuple" en malgache.
Sur le plan morphologique/phénotypique, cette origine Sud-Est asiatique première des Malgaches explique, par exemple au niveau des yeux, le  "pli épicanthal" asiatique de la paupière supérieure (epicanthic fold) répandu chez tous les Malgaches qu'ils soient des côtes ou des hauts plateaux, qu'ils aient la peau claire, sombre ou cuivrée.
Ces vahoaka ntaolo ("peuple d'origine/premier") austronésiens sont à l'origine de la langue malgache commune à toute l'île, ainsi que de tout le fonds culturel malgache commun : coutumes anciennes (comme celle d'ensevelir les défunts dans une pirogue au fond de la mer ou d'un lac), agriculture ancienne (la culture du taro-saonjo, de la banane, de la noix de coco et de la canne à sucre), l'architecture traditionnelle (maison végétale à base carrée sur pilotis), la musique (les instruments comme la conque marine antsiva, le tambour de cérémonie hazolahy, le xylophone atranatrana, la flûte sodina ou encore la valiha) et la danse (notamment la "danse des oiseaux" que l'on retrouve à la fois au centre et dans le Sud).
Au tout début du peuplement appelée "période paléomalgache", les Ntaolo se subdivisèrent, selon leurs choix de subsistance en deux grands groupes : les Vazimba (de *ba/va-yimba-"ceux de la forêt", de *yimba-"forêt" en proto Sud-Est Barito (SEB), aujourd'hui barimba ou orang rimba en malais) qui s'installèrent -comme leur nom l'indique- dans les forêts de l'intérieur et les Vezo (de *ba/va/be/ve-jau, "ceux de la côte" en proto-Malayo-Javanais, aujourd'hui veju en bugis et bejau en malais, bajo en javanais) qui restèrent sur la côte Ouest.
Le qualificatif Vazimba désignait donc à l'origine les Ntaolo chasseurs et/ou cueilleurs qui décidèrent de s'établir "dans la forêt", notamment dans les forêts des hauts plateaux centraux de la grande île et celles de la côte Est et Sud-Est, tandis que les Vezo étaient les Ntaolo pêcheurs qui restèrent sur les côtes de l'Ouest et du Sud (probablement les côtes du premier débarquement).

### La période féodale malgache: naissance des grands royaumes (1600-1895)
Dès la fin du premier millénaire jusqu'à 1600 environ, les Vazimba de l'intérieur autant que les Vezo des côtes accueillirent de nouveaux immigrants moyen-orientaux (Perses Shirazi, Arabes Omanites, Juifs arabisés) et orientaux (Indiens Gujarati, Malais, Javanais, Bugis) voire européens (Portugais) qui s'intégrèrent et s'acculturèrent à la société Vezo et Vazimba, souvent par alliance matrimoniale. Bien que minoritaires, les apports culturels, politiques et technologiques de ces nouveaux arrivants à l'ancien monde Vazimba et Vezo modifièrent substantiellement leur société et sera à l'origine des grands bouleversements du XVIe qui conduiront à l'époque féodale malgache.

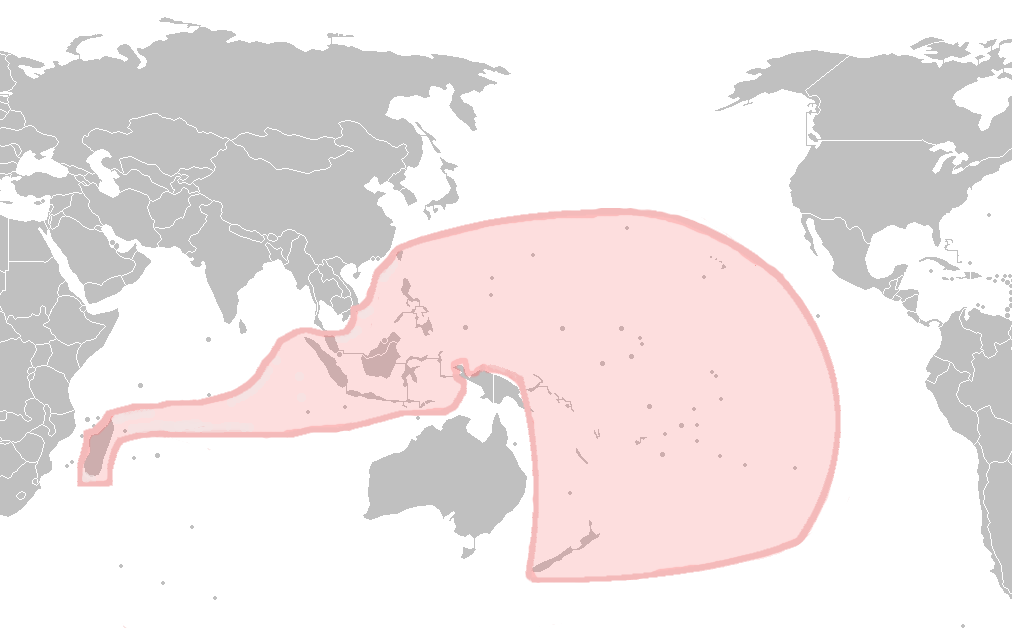
Carte de l'expansion des austronésiens.

À l'intérieur des terres, les luttes pour l'hégémonie des différents clans Vazimba des hauts plateaux centraux (que les autres clans Vezo des côtes appelaient les Hova) aboutirent à la naissance des ethnies et/ou royaumes Merina, Betsileo, Bezanozano, Sihanaka, Tsimihety et Bara.
Sur les côtes, l'intégration des nouveaux immigrés orientaux, moyen-orientaux et africains donnèrent naissance aux ethnies et/ou royaumes Antakarana, Boina, Menabe et Vezo (Côte Ouest), Mahafaly et Antandroy (Sud), Antesaka, Antambahoaka, Antemoro, Antanala, Betsimisaraka (Côte Est).
La naissance de ces grands royaumes "néo-Vazimba"/"néo-Vezo" modifièrent essentiellement la structure politique de l'ancien monde des Ntaolo, mais la grande majorité des anciennes catégories demeurèrent intactes au sein de ces nouveaux royaumes : la langue commune, les coutumes, les traditions, le sacré, l'économie, l'art des anciens demeurèrent préservées dans leur grande majorité, avec des variations de formes selon les régions.

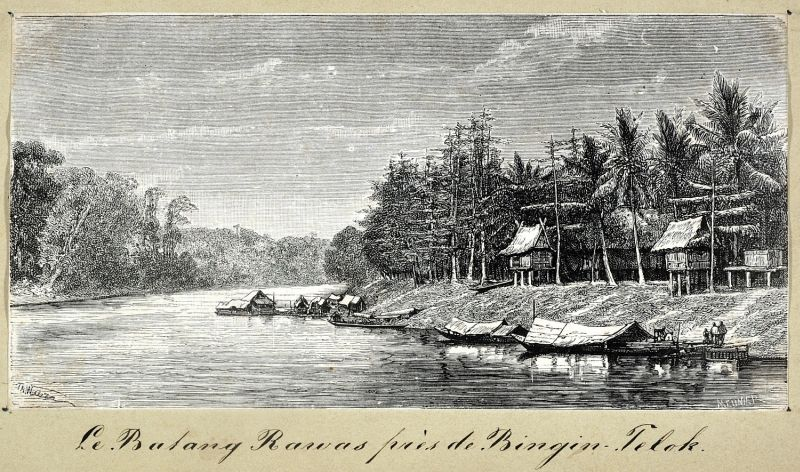
Village austronesien avec levu sur piloti (*levu-"maisons" en proto-austronésien qui a donné en malgache an-devu -"à la maison") : tous les villages des ntaolo vazimba et vezo de Madagascar étaient probablement similaires au premier millénaire. On retrouve d'ailleurs encore ce modèle aujourd'hui sur toutes les côtes de la grande île et dans les zones intérieures reculées (forêts, etc.)

## Langue
Le dialecte antakarana (ou tankarana) est une dialecte d’origine swahili.